# Имам
Имам (арап. الإما, перс. امام) је арапска реч за вођу. Имам може бити и вођа неког подручја. Нарочито је значајан код шиита. На почетку ислама, Имам је означавао Халифа код Шиита и Сунита - две постојеће фракције ислама. Најпознатији је први, Имам Алија, чији гроб се данас налази у Наџафу (Ирак), па је најсветије место Шиита одмах после Меке и Медине. 
Реч имам може имати више значења:
- Муслимански свештеник коме је главна дужност да предводи скупно клањање намаза у џамији (свакодневно пет пута). За време молитве имам стоји пред скупом и руководи клањањем. Зове се још и џамијски имам. Ако је, поред тога, задужен и неким другим верским службама за целу једну махалу (као што је опремање умрлих за сахрану и сл.). онда се зове махалски имам. Ако је пак задужен таквим дужностима за читав један џемат (муслиманска верска општина) и уз то води верске матичне књиге, онда се зоне џематски имам или имам-матичар.
- Имам се зове и свако оно верски образовано лице, макар и не било свештеник, које руководи Скупним клањањем намаза, било у џамији, у кући или на неком другом месту
- Титула великих исламских научника: Имами-Газалија, Имами-Азам, Имами-Малик итд. У овом случају имам значи »вођа"
- Главно зрно теспиху {бројаници), које је обично дуже од других, стоји на врху теспиха и редновно је украшена кићанком.

## Етимологија
Појам имам у арапском језику изведен је из корена ء م م (ʾ-m-m). 
Именица إِمَامٌ - ʾimām (IPA: / ɪˈmɑːm /; мушки род множина: أئِمَّةٌ - ʾeʾimme) има значење:
- онај који је испред тј. онај који води
- вођа, пример, узор;
- предводник у заједничкој молитви;
- смерница, принцип;
- халифа, војни заповедник;
- Куран, књига (وَكُلَّ شَيْءٍ أحْصَيْنَاهُ فِي إِمَامٍ مُبِينٍ - ...све смо Ми то у Књизи јасно побројали. Куран, Јасин: 12);
- водич за путнике;
- широк, јасан пут;
- стандард, норма, критеријум или мера која је договорена, уговорена или опште прихваћена.

### У Курану
Појам имам јавља се у Курану укупно седам пута у једнини и пет пута у множини. Прва куранска употреба термина односи се на посланика Ибрахима (пророка Абрахама) као узора и вођу човечанства:
А када је Ибрахима Господар његов с неколико заповеди у искушење ставио, па их он потпуно извршио, Алах је рекао: „Учинићу да ти будеш људима у вери узор!” - „И неке моје потомке!” - замоли он. - „Обећање Моје неће обухватити невернике” каза Он.  
وَإِذِ ابْتَلَى إِبْرَاهِيمَ رَبُّهُ بِكَلِمَاتٍ فَأَتَمَّهُنَّ قَالَ إِنِّي جَاعِلُكَ لِلنَّاسِ إِمَامًا قَالَ وَمِن ذُرِّيَّتِي قَالَ لاَ يَنَالُ عَهْدِي الظَّالِمِينَ
— Kur'an, 2:124

## Поређење
У свом изворном значењу израз имам садржи својства као што су вођење, управљање или контрола, како у погледу верских, духовних, тако и политичких аспеката.
Термин се изворно користио у ширем контексту, као што потврђује и употреба у Курана, а нешто касније је добио прецизније значење унутар различитих подручја ислама, посебно у верском и политичком дискурсу који је уследио након смрти посланика Мухамеда 632.
Како су различита мишљења у раној исламској ери довела до појаве различитих правних школа, израз имам добио је различита значења која су се фокусирала на његова изворна значења с различитим нагласком на идеолошке, теолошке и политичке аспекте. У модерном контексту, имам означава  вођу, предводника, почасну титулу или особу високог положаја, с различитим нагласком на изворну примену у Курану и историјски развој кроз који је израз прошао.
Овај израз је распрострањен међу муслиманима, како сунијама тако и шиитима, иако постоји одређена терминолошка разлика, како у исламској јуриспруденцији (фикх), тако и у свакодневном говору.
Појам имама се, из историјске перспективе, користи различито а понекад има разнолика формална значења. Према раној литератури, могу се разликовати три генерална подручја примене која се и данас користе.

### Вођа, предводник у обављању молитве
Вероватно најчешћа употреба термина имам јесте као наслов или титула онога који води или предводи муслиманску заједницу (џемат), посебно када је у питању обављање заједничке молитве (намаз).
Овај положај у правилу се поверава најобразованијем појединцу у локалној заједници који испуњава одређене критерије и нема карактер свештеничког положаја.
 Да неко може бити имам здравим људима треба да поред тога што је муслиман има још седам ствари:
1) да буде дорастао (пунолетан); дечак не може бити имам одраслом,
2) да буде при памети (луд и пијан не могу бити имам),
3) да буде мушкарац (жена не може бити имам мушкарцима, а и женама да буде имам, мекрух је),
4) да зна из Курана толико колико' је нужно за намаз,
5) да не буде сахиби-узр (један сахиби-узр може бити имам другом сабиби-узру, ако је узр исте врсте, иначе не може),
6) да прилично добро може изговарати речи које се у намазу уче (тепавац и муцавац који не могу изговарати правилно или без понављања речи не могу бити имами,
7) да му не мањка који намаски шарт као тахарет и сетри-аврет (голи не може нпр. бити имам одевеном).
— Мухамед Сеид Сердаревић, Фикх-ул-ибадат, 83-84
Обично у исламским центрима, џамијама, месџидима и удружењима, дужност имама обавља особа која је постављена од стране Исламске заједнице или надлежног државног органа (нпр. у Кувајту је то Кувајтско министарство вакуфа и исламских послова), у својству верског службеника задуженог за предвођење заједничке молитве (намаз), верске поуке и других сродних послова.

#### Сродни појмови у контексту верског вође, предводника
- Мула: титула која се делом преклапа са термином имама, али имала је и ширу употребу за било којег цењеног муслиманског учењака, данас се посебно користи у Ирану.
- Шејх: може се користити и као синоним за појмове имам и мула, мада се више користи као почасна титула за веома учене особе, универзитетске професоре или као титула дервишких предводника.
- Хоџа: титула која се у српском језику често користи као синоним за имама, поготово у колоквијалном говору.
- Ефендија: у широј употреби се користи као синоним за појам господин, колоквијално претежно као почасна титула при ословљавању верских службеника.
- Свештеник: у дословном смислу као особа која предводи молитву и друге верске обреде донекле је слична са појмом имам, али ово поређење је потпуно погрешно и може послужити само као приближан опис и употребљавају га искључиво немуслимани.

### Почасни наслов
Поред тога, појам имам користи се у облику почасног наслова или титуле за признате муслиманске учењаке и правнике.
Израз у овом контексту се мора тумачити као ауторитет у ширем смислу од предводника нпр. заједничке молитве или џемата и користи се за истакнуте учењаке попут утемељитеља правних школа, те се у том смислу данас не додељује истакнутим појединцима.

#### Сродне титуле у контексту почасног наслова
Ајатолах: функција која се делом преклапа с појмом имам као што се користи у облику почасног наслова, мада се овај наслов употребљава само у шиизму, а термин имам као појам части, користи се само за појединце који су достигли посебно висок ступањ исламског знања.

#### Примери почасног наслова Имам у његовој општој употреби
- Имам Vāṣil b. ʿAṭāʾ (теолог и правник, сматра се оснивачем мутезилитске школе Келама, умро 748.)
- Имам Ебу Ханифе (оснивач ханефијске правне школе, умро 767).
- Имам Малик (оснивач маликијске правне школе, умро 795).
- Имам Шафија (оснивач шафијске правне школе, умро 820).
- Имам Ханбел (године, оснивач ханбелијске правне школе, умро 855).
- Имам Хомеини (умро 1989; ирански политичар, шиитски  врховни Ајатоллах и духовни вођа Исламске револуције у Ирану).
- Изузетно, наслов имама у вези са имамом Алијем, четвртим халифом се користи као почасна титула код сунија, док се у шиизму користи искључиво као титула особе високог положаја.

### Особе високог положаја
У шиизму се израз имам користи и у посебном, техничком смислу, и то само у вези са дванаест шиитских имама, а тумачи се као достојанственици и одабрани људи обдарени посебним особинама од Бога.
Као и пријашњи вјеровјесници и посланици, дванаест имама су одабрани од Бога и предодређени његовим наредбама.
Дакле, у овом смислу појам имама се веже за наследнике посланика Мухамеда а.с. у вођењу муслиманске заједнице, чији је низ уређен и унапред одређен божанском вољом, с тим да сваки појединачни имам именује свог наследника међу својим директним потомцима.

#### Шиитски имами
- Имам Али (четврти халифа, умро 661),[9][10]
- Имам Хасан (умро 670.)[11],
- Имам Хусеин (умро 680),
- Имам Али Зејн-ул-Абидин (умро 713),
- Имам Мухамед ел-Бакир (умро 732),
- Имам Џафер ел-Садик (умро 765),
- Имам Муса ел-Казим (умро 799),
- Имам Али Рида (умро 818),
- Имам Мухамед ел-Џевад (умро 835),
- Имам Али ел-Хади (умро 868),
- Имам Хасан ел-Аскари (умро 874),
- Имам Муḥаммед ел-Мехди (рођен 869).[12]

Нарочито у шиизму појам имама, како се користи за имама Алија, користи се као особа високог положаја и одабраник Божији, док се у сунизму користи искључиво као почасна титула.

#### Сродни појмови у смислу особе високог положаја
Папа: титула поглавара Римокатоличке цркве је титула која се делом преклапа са титулом имама као особе високог положаја, јер се ауторитет имама не ограничава само на духовну сферу, већ га је Бог одредио и изабрао, али ово поређење је у суштини погрешно и може послужити само као приближан опис и употребљавају га искључиво немуслимани.

## Имами као световни владари
Понекад су имами држали и световну и верску власт, као на пример у Оману међу сектама Хариџија или Ибадија. Понекад су имами бирани, а у неким случајевима положај је наслеђиван, као у династији Јаруба из 1624. и 1742. године (владарске династије Омана: Рустамиди: 776–909, Набханије: 1154–1624, Јаруба: 1624–1742, Ел Саид: 1744 – до данас).
Имамет Фута Џалон (1727-1896) била је држава Фуланија у западној Африци, где се секуларна моћ измењивала између две линије наследних имама, или Алмамија (скраћено од емир-ул-муминин).
Код Зејдија, шиитске фракције, имами су били једнако световне као и духовне вође, а на власти у Јемену одржали су се више од хиљаду година (први зејдијски владар, Ел-Хади илел-Хак Јахја, 897. основао овај облик владавине који је опстао до друге половине 20. века).
Рухуллах Хомеини званично се у Ирану назива имамом. Неколико иранских места и институција носи назив „Имам Хомеини”, укључујући град, међународни аеродром, болницу и универзитет.